# Kecer
El kecer (o kecèr) és un conjunt de platerets petits fixats en un suport (rancak) utilitzats dins d'alguns conjunts de gamelan d'Indonèsia. El suport és similar pel que fa a disseny al d'un saron, però menys ample. Els platerets inferiors es fixen al suport, mentre que els altres platerets tenen un cordó que permet agafar-los per fer-los xocar amb els fixats. Són utilitzats en l'acompanyament del teatre d'ombres wayang.
Hi ha també altres formes de kecer que es toquen amb martellets en gamelans més antics.